# 池田市立五月丘小学校
池田市立五月丘小学校（いけだしりつ さつきがおかしょうがっこう）は、大阪府池田市五月丘2丁目にある公立小学校。

## 沿革
接待池と呼ばれたため池を埋め立てて設置された。接待池は、センダ池、千田池、せんだい池、千台池、千代池、横岡池などとも呼ばれたり表記される。
- 1960年（昭和35年）4月1日 - 池田市立池田小学校の校内において開校。
- 1961年（昭和36年）1月9日 - 新校舎への移転完了。

## 通学区域
- 五月丘1丁目～五月丘5丁目、建石町[3]

※卒業後は基本的に池田市立渋谷中学校に進学する。